# (4850) Palestrina
(4850) Palestrina ist ein Asteroid des Hauptgürtels, der am 27. Oktober 1973 vom deutschen Astronomen Freimut Börngen an der Thüringer Landessternwarte Tautenburg (IAU-Code 033) entdeckt wurde.
Benannt wurde er zu Ehren des italienischen Komponisten und Kirchenmusikers Giovanni Pierluigi da Palestrina (1514–1594).